# 사복시
사복시(司僕寺)는 조선시대 왕이 타는 말, 수레 및 마구와 목축에 관한 일을 맡던 관청이다. 장관은 종2품이상 종1품이하 당상관이 겸임하였고 실질적인 실무의 책임자는 정(正)으로 정3품 당하관이었다. 1392년 설치되었다.
사복시의 관원으로 제조(정1품에서 종2품사이의 당상관이 겸직), 정3품 당하관인 정(正), 종3품의 부정(副正), 종4품의 첨정(僉正), 종5품의 판관(判官), 종6품의 주부(主簿)를 두었다.

## 청사
사복시 청사는 육조거리 동쪽에 있는 한성부, 호조와 중학천을 두고 마주한 곳, 즉 현재의 종로구청 자리에 있었다. 지번 주소로는 종로구 수송동 146번지이다.

## 같이 보기
- 장산 목장터 - 신안군 향토유적 제29호